# Спортивна асоціація
Спортивна асоціація (асоціація,  спілка,  об'єднання тощо, раніше також федерація) — громадська організація фізкультурно-спортивної спрямованості, створена для розвитку відповідного виду спорту.

## Статус спортивних асоціацій
Спортивні асоціації діють на підставі статуту. У статуті спортивної асоціації зазначається, який вид спорту вона розвиває. Спортивна асоціація в Україні може мати місцевий або всеукраїнський статус. Вступ спортивної асоціації до відповідної міжнародної спортивної організації не є підставою для її перереєстрації як міжнародного об'єднання громадян. 
У найменуванні спортивної асоціації зазначається вид спорту, розвитку якого вона сприяє.
Спортивній асоціації надається статус національної спортивної асоціації відповідно до законодавства України. Статус національної спортивної асоціації надається тільки одній спортивній асоціації з відповідного виду спорту.

## Діяльність спортивних асоціацій
- Забезпечення інтересів членів відповідних спортивних асоціацій у сфері спорту, в тому числі сприяння захисту їх соціальних, економічних, творчих, вікових, національно-культурних та інших інтересів;
- Сприяння розвитку відповідного виду (видів) спорту шляхом участі у розробленні та виконанні відповідних програм;
- Залучення різних груп населення до фізкультурно-оздоровчої та спортивної діяльності;
- Сприяння підготовці спортсменів національних збірних команд та забезпечення їх участі в офіційних міжнародних спортивних змаганнях;
- Організація та проведення фізкультурно-оздоровчих та спортивних заходів;
- Участь у здійсненні кадрового забезпечення розвитку відповідного виду (видів) спорту;
- Сприяння розвитку міжнародного співробітництва у сфері фізичної культури і спорту.